# Eclissi solare del 6 gennaio 2019
L'eclissi solare del 6 gennaio 2019 è un evento astronomico che ha avuto luogo il suddetto giorno attorno alle ore 1.42 UTC .